# Провулок Халайджогло
Провулок Халайджогло — вулиця в Одесі, в історичній частині міста, від Вознесенського провулка до Середньофонтанської вулиці. Колишня назва — Єлисаветградський провулок.

## Історія
З 1933 по 1941 і з 1947 по 1996 рік — провулок Стойко Раткова, члена «Іноземної колегії» в Одесі.